# Las Suwalski
Las Suwalski – stacja kolejowa w Suwałkach, w dzielnicy Dubowo Pierwsze w województwie podlaskim, w Polsce.